# Abu Kamal (distrikt)
Abu Kamal (arabiska: البو كمال), eller al-Bukamal (البوكمال), är ett distrikt i Syrien.   Det ligger i provinsen Dayr az-Zawr, i den östra delen av landet, 400 kilometer öster om huvudstaden Damaskus.